# Iglesia del Carmen (Cartagena)
La iglesia de Nuestra Señora del Carmen es un templo católico situado en el casco antiguo de la ciudad española de Cartagena (Región de Murcia).

## Historia
La construcción de este templo se llevó a cabo entre finales del siglo XVII y 1710 en el arrabal de San Roque, hoy la calle del Carmen, y desempeñaba la función de iglesia del convento de San Joaquín, ocupado por la Orden de Carmelitas Descalzos. Llegado el siglo XIX el convento fue expropiado por la desamortización del presidente Juan Álvarez Mendizábal (1836) y vendido como propiedad privada, mientras que la iglesia permaneció en funcionamiento.
En 1887 la iglesia fue declarada parroquia, y el 25 de julio de 1936 sufrió daños como parte del estallido de violencia anticlerical en las zonas controladas por el bando republicano al inicio de la guerra civil española. En el saqueo e incendio se perdió la totalidad de obras de arte de su interior, de forma que las que se exhiben actualmente son de imagineros de la década de 1940 en adelante.

## Arquitectura
La iglesia tiene una fachada de dos cuerpos con un frontón interrumpido por el campanario, en la que llama la atención la mezcla de elementos clásicos y populares. El pórtico forma un espacio de transición entre el exterior (a su vez separado de la calle propiamente dicha por una escalinata y una valla), y el interior del templo, que cuenta con una única nave con capillas laterales y crucero cubierto por una cúpula con cornisa ondulada de la que no hay muchos ejemplos en la arquitectura barroca de la Región de Murcia. A los pies de la nave se encuentra el coro y, bajo él, el nártex cubierto con bóvedas apoyadas en una arcada de cinco vanos que se abren al atrio, según el modelo madrileño típico de las construcciones carmelitas.

## Arte
La imagen de la Virgen del Carmen, que como titular de la iglesia preside el camarín del altar mayor, es obra de los valencianos José María Rausell Montañana y Francisco Llorens Ferrer en la década de 1940. Otras imágenes destacadas que alberga son el Cristo de la Fe de Mariano Benlliure y el San Francisco de Asís de Juan González Moreno.